# Elitserien i volleyboll för damer 2015/2016

Elitserien i volleyboll för damer 2015/2016  vanns av Engelholms VS. 

## Tabeller
Lagen delades upp i två grupper med Engelholms VS, Gislaveds VBK, Hylte/Halmstad VBK och Svedala Volley i en sydlig grupp och RIG Falköping, Lindesbergs VBK, Sollentuna VK och Örebro Volley i en nordlig grupp. Lagen spelade två hemma- och två bortamatcher mot lagen i samma grupp och en hemma- och en bortamatch mot lagen i den andra gruppen
| Pos | Lag                | M  | V  | F  | P  | SV | SF | SK    | BV   | BF   | BK    | Kvalificering |
| --- | ------------------ | -- | -- | -- | -- | -- | -- | ----- | ---- | ---- | ----- | ------------- |
| 1   | Engelholms VS      | 20 | 16 | 4  | 47 | 51 | 22 | 2,318 | 1686 | 1494 | 1,129 | Slutspel      |
| 2   | Örebro Volley      | 20 | 15 | 5  | 43 | 49 | 26 | 1,885 | 1714 | 1536 | 1,116 | Slutspel      |
| 3   | Svedala Volley     | 20 | 14 | 6  | 42 | 49 | 29 | 1,690 | 1799 | 1651 | 1,090 | Slutspel      |
| 4   | Hylte/Halmstad VBK | 20 | 14 | 6  | 40 | 49 | 28 | 1,750 | 1761 | 1575 | 1,118 | Slutspel      |
| 5   | Lindesbergs VBK    | 20 | 11 | 9  | 37 | 46 | 32 | 1,438 | 1739 | 1610 | 1,080 | Slutspel      |
| 6   | Gislaveds VBK      | 20 | 5  | 15 | 15 | 20 | 46 | 0,435 | 1365 | 1520 | 0,898 | Slutspel      |
| 7   | Sollentuna VK      | 20 | 5  | 15 | 14 | 21 | 49 | 0,429 | 1418 | 1600 | 0,886 | Slutspel      |
| 8   | RIG Falköping      | 20 | 0  | 20 | 2  | 7  | 60 | 0,117 | 1139 | 1635 | 0,697 | Slutspel      |

## Slutspel
|  | Kvartsfinaler      | Kvartsfinaler      |                |   | Semifinaler         | Semifinaler         |  |  | Final | Final |
|  |                    |                    |                |   |                     |                     |  |  |       |       |
|  |                    |                    |                |   |                     |                     |  |  |       |       |
|  |                    |                    |                |   |                     |                     |  |  |       |       |
|  | Engelholms VS      | 3                  |                |   |                     |                     |  |  |       |       |
|  | Engelholms VS      | 3                  |                |   |                     |                     |  |  |       |       |
|  | RIG Falköping      | 0                  |                |   |                     |                     |  |  |       |       |
|  | RIG Falköping      | 0                  | Engelholms VS  | 3 |                     |                     |  |  |       |       |
|  |                    |                    | Engelholms VS  | 3 |                     |                     |  |  |       |       |
|  |                    | Hylte/Halmstad VBK | 1              |   |                     |                     |  |  |       |       |
|  | Hylte/Halmstad VBK | Hylte/Halmstad VBK | 1              | 3 |                     |                     |  |  |       |       |
|  | Hylte/Halmstad VBK |                    |                | 3 |                     |                     |  |  |       |       |
|  | Lindesbergs VBK    | 1                  |                |   |                     |                     |  |  |       |       |
|  | Lindesbergs VBK    | 1                  | Engelholms VS  | 3 |                     |                     |  |  |       |       |
|  |                    |                    | Engelholms VS  | 3 |                     |                     |  |  |       |       |
|  |                    | Örebro Volley      | 0              |   |                     |                     |  |  |       |       |
|  | Svedala Volley     | Örebro Volley      | 0              | 3 |                     |                     |  |  |       |       |
|  | Svedala Volley     |                    |                | 3 |                     |                     |  |  |       |       |
|  | Gislaveds VBK      | 0                  |                |   |                     |                     |  |  |       |       |
|  | Gislaveds VBK      | 0                  | Örebro Volley  | 3 |                     |                     |  |  |       |       |
|  |                    |                    | Örebro Volley  | 3 |                     |                     |  |  |       |       |
|  |                    | Svedala Volley     | 2              |   | Match om tredjepris | Match om tredjepris |  |  |       |       |
|  | Örebro Volley      | Svedala Volley     | 2              | 3 | Match om tredjepris | Match om tredjepris |  |  |       |       |
|  | Örebro Volley      |                    |                | 3 |                     |                     |  |  |       |       |
|  | Sollentuna VK      | 0                  |                |   |                     |                     |  |  |       |       |
|  | Sollentuna VK      | 0                  | Svedala Volley | 0 |                     |                     |  |  |       |       |
|  |                    |                    |                |   |                     |                     |  |  |       |       |
|  | Hylte/Halmstad VBK | 2                  |                |   |                     |                     |  |  |       |       |
|  | Hylte/Halmstad VBK | 2                  |                |   |                     |                     |  |  |       |       |

- Slutspelet spelas i bäst av 5 matcher, förutom  match om tredjepris